# 迈拉克
迈拉克（法語：Mayrac，法語發音：[mɛjʁak]）是法国洛特省的一个市镇，位于该省西北部，属于古尔东区。

## 地理
迈拉克（44°53'55"N, 1°33'30"E）面积7.86 平方千米，位于法国奧克西塔尼大區洛特省，该省份为法国西南部内陆省份，北起顺时针与科雷兹省、康塔爾省、阿韦龙省、塔恩-加龙省、洛特-加龍省和多尔多涅省接壤。
与迈拉克接壤的市镇（或旧市镇、城区）包括：巴拉杜、圣索齐、克雷斯、拉沙佩勒欧扎克、潘萨克、苏亚克。

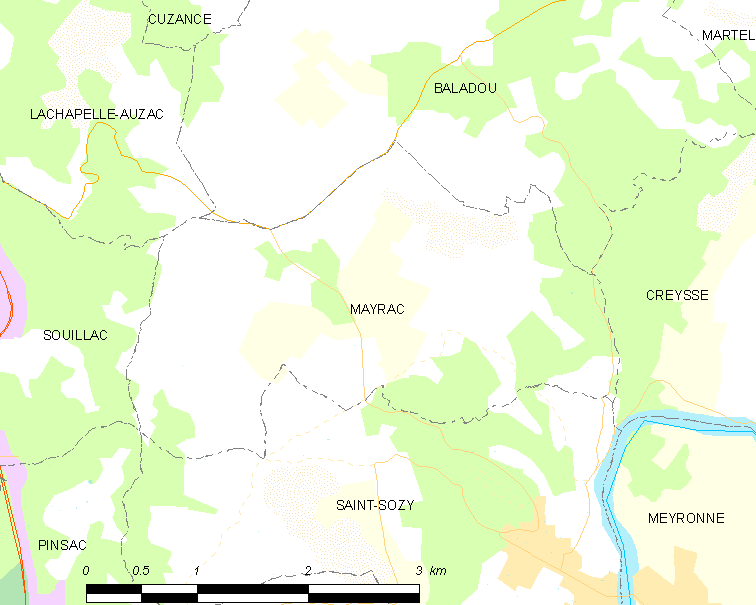
迈拉克的OSM定位图

迈拉克的时区为UTC+01:00、UTC+02:00（夏令时）。

## 行政
迈拉克的邮政编码为46200，INSEE市镇编码为46337。

## 政治
迈拉克所属的省级选区为苏亚克县。

## 人口

1962-2008年间迈拉克人口变化图示

迈拉克于2022年1月1日时的人口数量为256人。